# Списък на реките в Словакия
А — Б — В — Г — Д —
Е — Ж — З — И — Й —
К — Л — М — Н — О —
П — Р — С — Т — У —
Ф — Х — Ц — Ч — Ш —
Щ — Ю — Я

### Б
- Бебрава (47,2 км)
- Бела
- Бистрица
- Блава (38 км)
- Бодрог (с обща дължина 123 км, от които 15 км в Словакия)

### В
- Вах (403 км)

### Г
- Гнилец (89 км)

### Д
- Дудваг (97 км)
- Дунав (с обща дължина 2850 км, от които 172 км в Словакия)
- Дунаец (247 км, от които 27 км по границата между Словакия и Полша)

### Ж
- Житава (99 км)

### И
- Ида (56,6 км)
- Ипел (232,5 км)

### К
- Кртиш (35,5 км)
- Кисуца (66,3 км)

### Л
- Лаборец
- Латорица

### М
- Мали Дунай (128 км)
- Миява (79 км)
- Морава (359* км)

### Н
- Нитра (197 км)

### О
- Ондава (146,5 км)
- Орава (60,9 км)

### П
- Попрад

### Р
- Райчанка (47,5 км)
- Римава (88 км)
- Рудава (45 км)

### С
- Слана (Шайо) (229 км)
- Слатина (55,2 км)

### Т
- Тиса (966 км)
- Топля (129,8 км)
- Ториса (129 км)
- Турец (66 км)
- Турня (32 км)

### У
- Уж

### Х
- Хорнад (Хернад) (286 км)
- Хрон (298 км)

### Ц
- Цироха (56,6 км)